# Levalõpme
Levalõpme (Duits: Lewalöpma) is een plaats in de Estlandse gemeente Muhu, provincie Saaremaa. De plaats heeft de status van dorp (Estisch: küla).

## Bevolking
Het dorp had 33 inwoners op 31 december 2011 en 25 inwoners op 31 december 2021.

## Ligging
De plaats ligt direct ten noorden van Liiva, de hoofdplaats van de gemeente.

## Geschiedenis
Levalõpme werd voor het eerst genoemd in 1731 onder de naam Lewalepp. Mogelijk is het dorp de voortzetting van een groepje boerderijen dat in 1570 bekendstond als Wannaleib of Wanaleib.
Het buurdorp Lepiku maakte tussen 1977 en 1997 deel uit van Levalõpme.